# ZDF-Ferienprogramm
Das ZDF-Ferienprogramm war ein saisonal in den Sommermonaten vom ZDF ausgestrahltes Fernsehformat für Kinder und Jugendliche.

## Grundkonzept
Das Ferienprogramm wurde von 1978 bis 1989 in den Wochen, in denen in den meisten deutschen Ländern Sommerferien waren, von Montag bis Freitag in der Zeit von 15 Uhr bis 17 Uhr ausgestrahlt. Ziel war es, daheim gebliebenen oder kranken Zielgruppenmitgliedern die freien Tage ein wenig aufzulockern bzw. schöner zu machen.
Ein festes Moderatorenteam gab es nicht und es existierten etliche Ansager und Ansagerinnen (u. a. Sabine Noethen), die durch das Programm führten. Hauptsächlich moderierten jedoch Anke Engelke und Benny Schnier. Zusätzlich begleiteten noch wechselnde Maskottchen die Sprecher. Dazu zählte der Bobtail Wuschel, der sein Herrchen Benny in den Sendungen begleitete. Auf der anderen Seite existierte noch eine Puppe in Form eines ZD-Äffchens, welches in späteren Jahren eine Veränderung durchmachte und in die mit Kleidung und Schirmmütze versehene Klappmaulpuppe Gustav Sommer transferiert wurde. Beide Puppen wurden von Siegfried Böhmke gespielt und gesprochen.
Die Sendungen innerhalb jeder Woche waren vom Konzept her gleich. Von Montag bis Donnerstag wurden zwischen Interviews, Veranstaltungstipps, Ferienhinweisen, Einspielern, Musikdarbietungen und Reportagen Zeichentrickfilme sowie Kinder- und Jugendserien aus den Archiven des ZDF präsentiert. Donnerstags wurden der so genannte „Stargast der Woche“ interviewt und Ausblicke auf die kommende Woche präsentiert. Freitags wurde stets ein Spielfilm gezeigt.
In Berichten mit Ratgebercharakter tauchten auch immer wieder Personen aus dem Berufsleben auf. So zum Beispiel Herr Fuchs vom Bundeskriminalamt sowie der Flugkapitän Hermann Terjung von der Lufthansa.
Eine weitere Rubrik des Ferienprogramms waren die Origami-Bastelanleitungen, die von Zülal Aytüre-Scheele („Frau Scheele“) dargeboten wurden und welche sich großer Beliebtheit erfreuten. Daneben waren auch Verkehrserziehung und -schulung ein wichtiges Thema. In der Rubrik „Tipps für den Drahtesel“ gab es Ratschläge für die Ausgestaltung von Fahrrädern.
Ein Nachfolgeprogramm von ARD und ZDF gab es mit dem Ferienfieber, welches von 1994 bis 1999 ausgestrahlt wurde.

## Titelmusik
Zum Auftakt jeder Sendung gab es eine Titelmelodie mit Text, die zum Markenzeichen der Sendung wurde. Der Text lautete wie folgt:
Hallo! Leute, es sind Ferien! Alle machen blau

von Flensburg bis nach Oberammergau!

Denn es sind Ferien und mit viel Tam-Tam

und Information steigt wieder unser Ferienprogramm!

Unser Ferienprogramm!

(Die Melodie basiert auf dem Cancan aus der Operette Orpheus in der Unterwelt von Jacques Offenbach.)

## ORF
Das Ferienprogramm wurde in Koproduktion mit dem österreichischen Fernsehsender ORF produziert und gesendet. Innerhalb jeder Woche gab es daher auch Liveschaltungen zur ORF-Sendung, welche „Ferienkalender“ hieß und ein ähnliches Konzept hatte. Die Sendung wurde meist durch ein an den Queen-Hit „Bicycle Race“ angelehntes Titelthema eingeleitet.

## Sendeinhalt
Innerhalb jeder Ferienprogramm-Folge zeigte das ZDF (außer am Film-Freitag) Serien und Fernsehsendungen aus dem Archiv. Dazu zählten:

### Zeichentrickserien
- Alice im Wunderland
- Die Biene Maja
- Calimero
- Captain Future
- Don Quixote
- Grisu, der kleine Drache
- Hong Kong Phooey
- Pinocchio
- Puschel, das Eichhorn
- Rascal, der Waschbär
- Die Schlümpfe
- Sindbad

### Fernsehserien
- Ein Affe im Haus
- Anna und der König von Siam
- Anne auf Green Gables
- Die Bären sind los
- Black Beauty
- Boomer, der Streuner
- Daktari
- Ein Fall für TKKG
- Familienbande – Hilfe, wir werden erwachsen
- Ferien auf Saltkrokan
- Flipper
- Flugboot 121 SP
- Die Fraggles
- Fünf Freunde
- Kim & Co.
- Die kleinen Strolche
- Lassie
- Löwenzahn
- Manni, der Libero
- Michel aus Lönneberga
- Muppet Show
- Orzowei
- Pippi Langstrumpf
- Der Stein des Marco Polo
- Strandpiraten
- Tripods – Die dreibeinigen Herrscher
- Unterwegs nach Atlantis
- Der Vagabund – Die Abenteuer eines Schäferhundes
- Die Vogelscheuche
- Wir haben Spass

### Shows
- 1, 2 oder 3
- Babbelgamm
- The Wayne & Shuster Show